# Андрусяк Ірина Павлівна
Андрусяк Ірина Павлівна (нар. 26 квітня 1975 року, Львів) — докторка юридичних наук, доцентка кафедри теорії права та конституціоналізму Інституту права, психології та інноваційної освіти Національного університету «Львівська політехніка».
Правозахисниця, науковиця, громадська діячка. Керівниця Центру правових досліджень ґендерної рівності ІППО НУЛП. Авторка курсу та посібника з дисципліни "Правове забезпечення ґендерної рівності. Працює над численними проектами, спрямованими на підтримку жінок та боротьбу з дискримінацією. Ірина Павлівна є авторкою численних досліджень і публікацій, що стосуються становища жінок в Україні.

## Життєпис
Андрусяк Ірина Павлівна народилася 26 квітня 1975 року у Львові. У 2003 році закінчила Львівський національний університет ім. Івана Франка.
З 2013 року працювала асистенткою кафедри історії держави і права (2013—2019 рр.), потім доценткою кафедри історії держави і права у Національному університеті «Львівська політехніка».
З 1 жовтня 2019 року і до цього часу працює доценткою кафедри теорії права та конституціоналізму у Інституті права, психології та інноваційної освіти Національного університету «Львівська політехніка»..

## Наукова діяльність
У 2017 році Андрусяк І. П. захистила дисертацію на тему «Ідея ґендерної рівності в українській правовій думці другої половини XIX ст.» та отримала ступінь кандидата юридичних наук. А у 2024 році — докторську дисертацію на тему «Запобігання та протидія домашньому насильству: теоретико-правове дослідження»
Головною сферою наукових досліджень Андрусяк І. П. є гендерна рівність та правові аспекти її забезпечення, утвердження і захисту. В університеті Андрусяк І. П. викладає «Правове забезпечення ґендерної рівності» та «Логіку».

## Наукові публікації
Навчально-методична робота:
1. Кельман М. С., Коваль І. М., Гумін О. М., Андрусяк І. П. РЕПЕТИТОРІУМ єдиного фахового вступного випробування для другого (магістерського) рівня вищої освіти, спеціальності 081 «Право». — Тернопіль: ТОВ "Терно-граф, 2018—416 с.
2. Дотримання прав людини в правоохоронній діяльності: навч. посібник / І. П. Андрусяк, Д. Є. Забзалюк, П. М. Лепісевич та ін.; за заг. ред. Д. Є. Забзалюка, Р. Б. Тополевського. Львів: ЛьвДУВС, 2019. 320 с.
3. Андрусяк І. П. Логіка: конспект лекцій для студентів спеціальності 081 «Право» / І. П. Андрусяк. — Львів: Видавництво Львівської політехніки, 2017. — 96 с.
4. Андрусяк І. П. Історія вчень про державу і право. Ч.1: методичні вказівки до семінарських занять для студентів базового напряму «Правознавство» / Укл.: М. Ф. Поліковський, І. П. Андрусяк. — Львів: Видавництво Львівської політехніки, 2016. — 24 с.
5. Андрусяк І. П. Логіка: методичні вказівки до семінарських занять для студентів спеціальності «Право» / Укл.: І. П. Андрусяк. — Львів: Видавництво Львівської політехніки, 2016. — 20 с.
6. Андрусяк І. П. Правове забезпечення професійної діяльності: методичні вказівки до семінарських занять для студентів спеціальності «Архітектура» / Укл.: — М. Ф. Поліковський, І. П. Андрусяк — Львів: Видавництво Львівської політехніки, 2016. — 20 с.
7. Андрусяк І. П. Правове забезпечення ґендерної рівності: методичні вказівки до семінарських занять для студентів спеціальності 081 «Право» освітньо-кваліфікаційного рівня «бакалавр» / Укл.: І. П. Андрусяк. — Львів: Видавництво Львівської політехніки, 2020. — 39 с.
8. Андрусяк І. П. Правове забезпечення ґендерної рівності: конспект лекцій для студентів спеціальності 081 «Право» освітньо-кваліфікаційного рівня «бакалавр» / І. П. Андрусяк. — Львів: Видавництво Львівської політехніки, 2020. — 80 с.

Статті:
1. Андрусяк І. П. Стефан Яворський та його внесок у розвиток науки логіки / І. П. Андрусяк // Вісник Національного університету «Львівська політехніка». Юридичні науки. 2017. № 884. — С. 11-14.
2. Андрусяк І. П. Ідеї Феофана Прокоповича в розвитку науки логіки та їхнє значення для сучасної юриспруденції / І. П. Андрусяк // Вісник Національного університету «Львівська політехніка». Юридичні науки. 2018. № 889. — С. 11-14.
3. Андрусяк І. П. Ґендерний аспект в професійній діяльності та ґендерна нерівність на ринку праці / І. П. Андрусяк // Вісник Національного університету «Львівська політехніка». Юридичні науки. 2018. № 902. — С. 26-30.
4. Андрусяк І. П. Логічна структура мислення в науковому дослідженні Степана Балея «Нарис льоґіки» / І. П. Андрусяк // Вісник Національного університету «Львівська політехніка». Юридичні науки. 2018. № 906. — С. 10 — 14
5. Андрусяк І. П., Перів І. В. Ольга Басараб як борець за права і свободи українського народу: історико-правові та ґендерні аспекти / І. П. Андрусяк, І. В. Перів // Вісник Національного університету «Львівська політехніка». Юридичні науки. 2019. Випуск 24. — С. 69-77.
6. Андрусяк І. П. Жінки-філософині, Аристотель та місце жінок у науці / І. П. Андрусяк // Вісник Національного університету «Львівська політехніка». Серія: Юридичні науки. — Львів: Видавництво Львівської політехніки, 2019. — № Випуск 23. — С. 45–50.
7. Miroslava Sirant, Olena Paruta, Iryna Andrusyak /Leal regulation of public property in the conditions of economic transformation//Baltic Journal of Economic Studies, Volume 5 Number 3. Riga: Publishing House «Baltija Publishing», 2019, 230 pages. P. 203—206 (індексується у наукометричній базі Web of Science)
8. Organizational and legal aspects of managing the process of recognition of objects in the image / N. Boyko, L. Mochurad, I. Andrusiak, Yu. Drevnytskyi // CEUR Workshop Proceedings. — 2020. — Vol. 2654 : Proceedings of the international workshop on cyber hygiene (CybHyg-2019) co-located with 1st International conference on cyber hygiene and conflict management in global information networks (CyberConf 2019) Kyiv, Ukraine, November 30, 2019. — P. 571—592. e-ISSN: 1613-0073 Country: Germany (індексується у наукометричній базі Scopus)
9. Blikhar, M. M., Andrusіak, I. Р., Khytra, O. L., Hula, I. L., & Pasternak, V. М. (2024). Домашнє насильство та репродуктивне здоров'я: проблеми оновлення правової політики держави. REPRODUCTIVE ENDOCRINOLOGY, (71), 109—116. http://dx.doi.org/10.18370/2309-4117.2024.71.109-116